# خاتوکای
خاتوکای (به لاتین: Khatukay) یک منطقهٔ مسکونی در روسیه است که در شهرستان کراسنوگواردیسکی، آدیغیه واقع شده‌است.